# Веначне планине
У периоду пре дефинисања теорије тектонике плоча, веначним или набраним планинама сматране су планине настале хоризонталним померањем слојева у геосинклиналама услед бочног притиска.

## Постанак веначних планина
Током дуге геолошке историје Земљина кора се много пута преобликовала. Њена дуга и бурна прошлост најбоље се огледа у слојевима седиментних стена. Слојеви су се некада таложили у морима и језерима, тако да природно леже хоризонтало, млађи преко старијих. Међутим осим у овом положају, слојеви се срећу и издигнути у велике наборе, изломљени и преврнути, старији преко млађих.
Када су слојеви седиментних стена изложени великим притисцима и високим температурама, они постају савитљиви. Тешко је замислити да се нешто тврдо и крто попут стене може савити а да не пукне. Али у извесним условима то је могуће. Приликом судара литосферних плоча слојеви су се савијали у боре разноврсних облика и величине. Набирањем и издизањем слојева настале су набране или веначне планине.
Морфогенеза веначних планина представља врло компликован и дуг морфотектонски процес. Посматрано еволутивно, он има две основне фазе: набирање и навлачење слојева. Аналогно томе и класификација веначних планина може се извршити на два основна генетска типа на: набране и шаријашке планине.
Веначне планине се у Европи простиру од Атлантског океана на западу до Црног мора и Каспијског језера на истоку. Оријентациони правац пружања млађих веначних планина је запад-исток. Од свих планина на Земљиној површини, структура и рељеф Алпа најбоље су проучени.

### Набране веначне планине
Набране планине имају одређен правац пружања који се поклапа са правцем пружања слојева, а стога је зависан од правца потиска. Одликују се појавом низова планинских венаца и гребена у чијој се структури јасно запажају различити облици бора и набирања уопште. Такви су планински венци Алпа, Анда, Хималаја, итд. У нашој земљи веначне планине су Бељаница, Кучај, Стара планина, итд.

### Шаријашке веначне планине
Шаријашке планине имају специфичну тектонску структуру која се манифестује појавом система навлака и поремећеном суперпозицијом слојева. Карактеришу се типски неодређеним морфолошким цртама и немају индивидуалисану морфологију. Њихова класификација је искључиво тектонска везана за структуру, односно тектонски склоп. Њихово издвајање као посебног планинског типа више је резултат тектонских него геоморфолошких принципа. Као пример планина овог типа могу се узети Алпи.

## Веначне планине Евроазије
- Кантабријске планине
- Пиринеји
- Алпи
- Карпати
- Балкан (Стара планина)
- Кримске планине
- Кавказ
- Бетијске планине
- Апенини
- Динариди
- Хелениди
- Хиндукуш
- Загрос
- Копетдаг
- Памир
- Квенлун
- Тјаншан
- Каракорум
- Хималаји[4][5]

## Веначне планине Северне и Јужне Америке
- Анди
- Кордиљери[6]

## Веначне планине Аустралије
- Велике разводне планине[7]

## Веначне планине Африке
- Атласке планине
- Дракенске планине
- Капске планине[8]